# Filetajros
Filetajros, Filetaj Pergameński (ur. około 343, zm. 263 p.n.e.) – założyciel państwa pergamońskiego w Azji Mniejszej, protoplasta dynastii Attalidów.
Filetajros, półkrwi Paflagończyk, służył początkowo Antygonowi Jednookiemu, a następnie był jednym z oficerów króla Tracji Lizymacha. W czasie wojny z Seleukosem został wyznaczony przez Lizymacha do zorganizowania i prowadzenia obrony Pergamonu. Pełnił też funkcję strażnika królewskiego skarbu w Pergamonie. Zamiast tego opanował w 283 p.n.e. trudny do zdobycia akropol w Pergamonie, zagarnął skarb Lizymacha i zaofiarował swą służbę Seleukosowi, wydając mu jednocześnie olbrzymią sumę 9000 talentów.
Lizymach był zbyt osłabiony wojną, by skierować znaczniejsze siły do odzyskania Pergamonu. W 281 p.n.e. zginął podczas bitwy z wojskami Seleukosa pod Kuropedion. Wkrótce potem Seleukos został zabity przez Ptolemeusza Keraunosa. Filetajros wykupił ciało Seleukosa i przesłał je synowi zabitego, Antiochowi, czym zapewnił sobie przychylność nowego władcy imperium Seleucydów.
Filetajros rządził Pergamonem przez 20 lat. W tym czasie walczył z Galatami, odpierając ich spod murów Pergamonu. Dla upamiętnienia tego sukcesu wybudował na pergamońskim akropolu świątynię Ateny Nikeforos (Niosącej Zwycięstwo).
Nie miał potomków (był eunuchem), a w sporządzonym przez siebie testamencie przekazał skarbiec i miasto Eumenesowi, który był jego siostrzeńcem. Eumenes I dał początek pergameńskiej dynastii Attalidów.